# Африн (район)
Афри́н (араб. منطقة عفرين‎) — район (минтака) в составе мухафазы Алеппо, Сирия.
Административный центр — город Африн.

## История
20 января 2018 года в ходе операции «Оливковая ветвь» в район вторглись войска Турции для борьбы с курдским влиянием. Окончательно Африн захвачен 24 марта 2018 года. Передачу контроля властям Сирии Турция не планирует, существуют опасения аннексии региона аналогично присоединению соседнего Хатая в 1939 году.

## География
Район расположен в северо-западной части мухафазы. На востоке граничит с районом Аазаз, на юге — с районами Джебель-Семъан и Харим, на севере и западе — с территорией Турции.

## Административное деление
Административно район Африн разделён на 7 нахий:
| Нахия          | Административный центр | Население (2004 г.), чел. | Карта |
| -------------- | ---------------------- | ------------------------- | ----- |
| Африн          | Африн                  | 64 758                    |       |
| Бюльбюль       | Бюльбюль               | 12 573                    |       |
| Джандарис      | Джандарис              | 32 947                    |       |
| Маабатли       | Маабатли               | 12 359                    |       |
| Раджу          | Раджу                  | 21 955                    |       |
| Шарран         | Шарран                 | 13 632                    |       |
| Шейх-эль-Хадид | Шейх-эль-Хадид         | 13 871                    |       |

## Население
Район населяют преимущественно курды.

## Населённые пункты
- Басута
- Джалама
- Катма
- Кафр-Сафра
- Мейдан-Экбес